# Homalocoris varius
Homalocoris varius är en insektsart som först beskrevs av Perty 1833.  Homalocoris varius ingår i släktet Homalocoris och familjen rovskinnbaggar. Inga underarter finns listade i Catalogue of Life.